# جون دبليو. غروفز
جون دبليو. غروفز (بالإنجليزية: John W. Groves) هو سياسي أمريكي، ولد في 1844، وتوفي في 1921.